# Laurence Beauregard
Laurence Beauregard (ur. 4 sierpnia 1997) – kanadyjska zapaśniczka walcząca w stylu wolnym. Zajęła piąte miejsce na mistrzostwach świata w 2024. Złota medalistka mistrzostw panamerykańskich w 2019, 2022, 2024 i 2025; srebrna w 2018 i brązowa w 2017. Triumfatorka igrzysk frankofońskich w 2017, a także akademickich MŚ w 2018 roku.
Zawodniczka Vanier College z Montrealu i Uniwersytetu Concordia z Montrealu.